# Rakovac (Beočin, Srbija)
Rakovac (ćir.: Раковац, mađ.: Dombó) je naselje u općini Beočin u Južnobačkom okrugu u Vojvodini.

## Stanovništvo
U naselju Rakovac živi 1.989 stanovnika, od toga 1.592 punoljetna stanovnika, a prosječna starost stanovništva iznosi 39,0 godina (38,4 kod muškaraca i 39,6 kod žena). U naselju ima 683 domaćinstava a prosječan broj članova po domaćinstvu je 2,51.
Prema popisu stanovništva iz 1991. godine u naselju je živjelo 1.357 stanovnika.
| Etnički sastav 2002. |            |        |
| Narod                | Stanovnika | %      |
| Srbi                 | 1.700      | 85,47% |
| Jugoslaveni          | 71         | 3,56%  |
| Mađari               | 44         | 2,21%  |
| Hrvati               | 42         | 2,11%  |
| Muslimani            | 22         | 1,10%  |
| Crnogorci            | 15         | 0,75%  |
| Slovaci              | 11         | 0,55%  |
| Slovenci             | 9          | 0,45%  |
| Ukrajinci            | 7          | 0,35%  |
| ostali               | 16         | 0,80%  |
| nepoznato            | 2          | 0,10%  |

| broj stanovnika | 582   | 715   | 1060  | 968   | 1081  | 1357  | 1989  |
|                 | 1948. | 1953. | 1961. | 1971. | 1981. | 1991. | 2001. |

## Vanjske poveznice
- Karte, udaljenosti vremenska prognoza  Arhivirana inačica izvorne stranice od 19. siječnja 2009. (Wayback Machine)
- [neaktivna poveznica]